# Вишневе (Пирятинська міська громада)
Вишне́ве —  село в Україні, у Пирятинській міській громаді Лубенського району Полтавської області. Населення становить 583 особи. Колишній орган місцевого самоврядування — Харковецька сільська рада.

## Географія
Село Вишневе знаходиться на березі безіменної пересихаючої річечки, яка через 5 км впадає в річку Многа, нижче за течією на відстані в 1,5 км розташоване село Білоцерківці. На річці кілька загат.

## Історія
Село відносно молоде. Виникло на місці радгоспних бараків уже після радянсько-німецької війни.
Радгоспи створювалися на невикористовуваних чи відібраних у повністю розкуркулених селян землях, у цьому випадку тут був хутір Власівщина
12 червня 2020 року, відповідно до розпорядження Кабінету Міністрів України № 721-р «Про визначення адміністративних центрів та затвердження територій територіальних громад Полтавської області», село увійшло до складу Пирятинської міської громади.
19 липня 2020 року, в результаті адміністративно - територіальної реформи та ліквідації Питятинського району, село увійшло до складу новоутвореного Лубенського району.

## Населення
Згідно з переписом УРСР 1989 року чисельність наявного населення селища становила 586 осіб, із яких 277 чоловіків та 309 жінок.
За переписом населення України 2001 року в селі мешкала 601 особа.

### Мова
Розподіл населення за рідною мовою за даними перепису 2001 року:
| Мова       | Відсоток |
| ---------- | -------- |
| українська | 97,08 %  |
| російська  | 2,57 %   |
| вірменська | 0,17 %   |
| молдовська | 0,17 %   |

## Економіка
- Свинотоварна ферма.
- ПП «Вишневе».
- ТОВ «Цукровик».

## Об'єкти соціальної сфери
- Школа.
- Будинок культури.
- Стадіон.

Вишневецька середня школа

- Дитячий садок (закритий з 2021 року).

## Відомі люди
В селі народився український поет-лірик Іван Переломов.